# Kaïs Saïed
Kaïs Saïed (in arabo قيس سعيد‎?, Qaīs Sa'īd; Tunisi, 29 agosto 1958) è un politico e giurista tunisino, professore di diritto costituzionale, presidente della Repubblica Tunisina dall'ottobre 2019 e riconfermato nell'ottobre 2024.
Candidato indipendente alle presidenziali del 2019 e godendo di un'immagine di probità, è stato eletto al secondo turno con il 72,7% dei voti espressi, contro l'imprenditore Nabil Karoui.
Nel 2021, mentre gode ancora di una notevole popolarità, in un contesto di blocchi politici e di difficoltà dovuta alla pandemia di COVID-19, si attribuisce unilateralmente pieni poteri costituzionali, revocando i membri del governo e congelando le attività del parlamento, quindi lo scioglie. Ciò, per oppositori ed analisti, costituì un colpo di stato.
Nel 2022 ha abrogato la Costituzione del 2014 e ha fatto adottare, tramite un contestato referendum, una nuova Costituzione caratterizzata da un forte potere esecutivo e che fa riferimento all'Islam come “obiettivo dello Stato” e “fonte del diritto”.
Considerato ormai un autocrate, è stato facilmente rieletto nel 2024 per un secondo mandato in un'elezione descritta come bloccata dall'opposizione e da molti media e osservatori, e caratterizzata dal più alto tasso di astensione in un'elezione presidenziale dall'avvento della democrazia nel 2011.

## Biografia
Figlio di Moncef Saïed, originario di Béni Khiar (Capo Bon), e di Zakia Bellagha. Suo zio paterno Hicham Saïed fu il primo chirurgo pediatrico in Tunisia, noto in tutto il mondo per aver separato dei gemelli siamesi negli anni '70. Saïed è professore all'Università di Tunisi. È stato segretario generale dell'Associazione tunisina di diritto costituzionale tra il 1990 e il 1995 e ne è vicepresidente dal 1995. Saïed è stato anche decano del dipartimento di legge dell'Università di Sousse, come esperto legale per la Lega araba e l'Istituto arabo per i diritti umani. Era anche membro del comitato di esperti che era stato invitato a offrire commenti al progetto di Costituzione della Tunisia nel 2014.
Professore invitato in diverse università arabe, ha rifiutato nel 2013 di far parte della commissione di esperti la cui missione era quella di trovare una soluzione legale al problema dell'autorità superiore indipendente per le elezioni. Si è ritirato nel 2018.
Candidato alle elezioni presidenziali del 2019, supera il primo turno di votazioni, in base ai risultati preliminari. Affiliato senza formazione politica, guida una campagna con mezzi molto limitati, ha una voce timbrata, un ritmo ascetico e si esprime in un arabo letterario (mentre i suoi avversari parlano spesso in dialetto); presenta un programma anticorruzione e denuncia il mancato rispetto delle leggi costituzionali. Il nucleo del suo elettorato sono i giovani laureati. Appassionato di arabo letterario, è soprannominato "Robocop" per le sue caratteristiche fisiche e il suo discorrere monotono, legato ai suoi temi preferiti di campagna elettorale su diritto e giustizia. Parla anche in lingua francese, rilasciando diverse interviste in questa lingua durante la campagna.
Al primo turno risulta essere il più votato tra i candidati con il 18,40%, davanti a Nabil Karoui (15,58%), uomo d'affari incarcerato. Nel mezzo tra i due round, Saïed riceve i supporti dei candidati Abdelfattah Mourou, Hechmi Hamdi, Moncef Marzouki, Lotfi Mraïhi, Seifeddine Makhlouf e Mohamed Abbou. Il 5 ottobre, ha annunciato che avrebbe smesso di fare una campagna per il secondo turno per rispettare le pari opportunità con il suo avversario Nabil Karoui, che era in prigione dalla fine di agosto, e quindi aveva fatto campagna attraverso sua moglie. Ha partecipato l'11 ottobre a un dibattito televisivo contro il suo avversario rilasciato pochi giorni prima del secondo turno.
Vince con un ampio margine anche il secondo turno di votazioni, ottenendo infatti il 72,71% dei voti contro il 27,29% del suo avversario.

## Presidente della Tunisia

### Investitura e primi provvedimenti

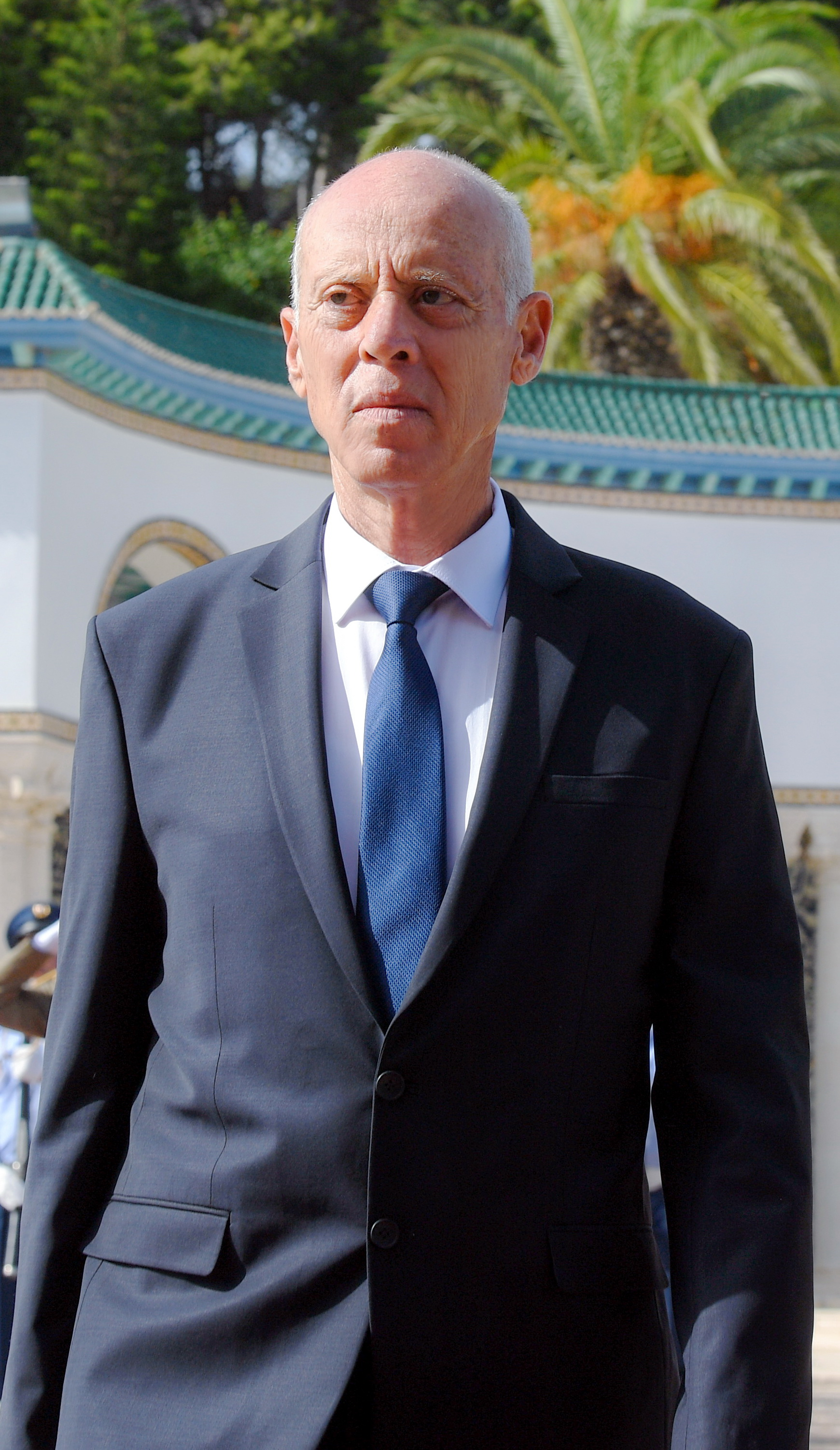
Kaïs Saïed al suo arrivo al palazzo presidenziale di Cartagine per il giuramento, ottobre 2019

I risultati delle elezioni presidenziali sono annunciati il 17 ottobre. Lo stesso giorno, Kaïs Saïed sceglie suo fratello Naoufel, anch'egli professore di diritto costituzionale, per nominare i consiglieri e i membri del gabinetto presidenziale. L'Ufficio di Presidenza dell'Assemblea dei Rappresentanti del Popolo si riunisce il 18 ottobre fissando la data del giuramento per il 23 ottobre.
Quel giorno Saïed entra in carica come nuovo presidente. Si impegna, nel palazzo presidenziale di Cartagine, a combattere il terrorismo e le sue cause, nonché a garantire le conquiste delle donne tunisine, rafforzandone i diritti economici e sociali. E rifiuta di soggiornare nel palazzo presidenziale di Cartagine, preferendo la sua villa a Mnihla, situata nel governatorato di Ariana.
Il 30 ottobre nomina il diplomatico Tarek Bettaïeb a capo del gabinetto presidenziale, il generale Mohamed Salah Hamdi a consigliere per la sicurezza nazionale, mentre Tarek Hannachi è a capo del protocollo. Abderraouf Bettaïeb è ministro-consigliere del Presidente della Repubblica, Rachida Ennaifer è responsabile della comunicazione, mentre Nadia Akacha è responsabile degli affari legali.
Il 25 luglio 2021, dopo forti proteste della popolazione contro il governo, ha esautorato il Primo Ministro ad interim Hichem Mechichi, licenziato i ministri della Difesa e della Giustizia, e sospeso i lavori del Parlamento invocando l'art. 80 della Costituzione tunisina.
A metà dicembre 2021 ha annunciato un referendum sulla riforma costituzionale e ha sospeso il Parlamento sino alla fine del 2022.

## Vita privata
Kais Saied è sposato con la giudice Ichraf Chebil, che ha conosciuto quando lei era una studentessa di giurisprudenza a Sousse. La coppia ha tre figli (due femmine e un maschio: Sarah, Mouna e Amrou).